# Desmacella meliorata
Desmacella meliorata är en svampdjursart som beskrevs av Wiedenmayer 1977. Desmacella meliorata ingår i släktet Desmacella och familjen Desmacellidae. Inga underarter finns listade i Catalogue of Life.